# アインシュタイン・カルタン理論
 理論物理学において、アインシュタイン・カルタン理論（アインシュタイン・カルタンりろん、英: Einstein–Cartan theory）、別名アインシュタイン・カルタン・シアマ・キッブル理論（英: Einstein–Cartan–Sciama–Kibble theory）とは、古典的重力理論の一つであり、一般相対性理論に対するいくつかの代替理論の一つである。この理論は、1922年にエリ・カルタンによって最初に提案された。

## 概要
アインシュタイン・カルタン理論は、一般相対性理論とは主に2つの点で異なる。
(1) アインシュタイン・カルタン理論は、局所的にゲージ化されたローレンツ対称性を持つリーマン・カルタン幾何学の枠組みの中で定式化されるのに対し、一般相対性理論はそれを持たないリーマン幾何学の枠組みの中で定式化される。簡単に言えば、一般相対性理論が時空の「曲がり（曲率）」だけを扱うのに対し、アインシュタイン・カルタン理論は時空の「曲がり」に加えて「ねじれ（捩率）」も考慮に入れる。この「ねじれ」は、時空の各点で回転や速度変化（ローレンツ変換）に対する対称性（ローレンツ対称性）を局所的に保つために必要となる。
(2) ねじれを物質のスピンと関連付ける追加の方程式が存在する。これは、一般相対性理論にはない特徴である。
この違いは、次のような段階を経て理解できる。
一般相対性理論（アインシュタイン・ヒルベルト作用） → 一般相対性理論（パラティーニ作用） → アインシュタイン・カルタン理論

まず、リーマン幾何学上のアインシュタイン–ヒルベルト作用を、リーマン＝カルタン幾何学上のパラティーニ作用に置き換えて再定式化し、次にパラティーニ作用に課される「ねじれゼロ」の制約を外すことで、スピンとねじれに関する追加方程式およびアインシュタイン方程式中のスピン関連項が現れる。
一般相対性理論は、リーマン幾何学上でアインシュタイン–ヒルベルト作用を用いて定式化される。この当時、リーマン＝カルタン幾何学の概念やゲージ対称性の理解は充分ではなかったため、ローカルなローレンツ対称性を明示的に含む連続の保存則やスピノルを曲がった時空で記述するには不十分だった。これらの構造を追加することでリーマン＝カルタン幾何学が得られる。特にスピノルを扱うにはスピン構造の導入が不可欠である。
リーマン＝カルタン幾何学とリーマン幾何学の最大の違いは、前者ではアフィン接続が計量とは独立変数であり、後者ではレヴィ＝チヴィタ接続として計量から導かれる点にある。その差はコンターションと呼ばれる。レヴィ＝チヴィタ接続では接続の反対称部分（ねじれ）がゼロであることが定義条件である。
コンターションはねじれに線形に書けるため、アインシュタイン–ヒルベルト作用をリーマン＝カルタン幾何学に直接翻訳したものがパラティーニ作用となる。ここではアフィン接続を独立に扱い、ねじれ・コンターションをゼロにする制約を課してレヴィ＝チヴィタ接続と同一視する。したがってパラティーニ形式は、一般相対性理論をリーマン＝カルタン幾何学へ写したものとみなせる。
アインシュタイン・カルタン理論はこの制約を外し、アフィン接続の反対称部分（ねじれ）がゼロであるという仮定を緩める。同じパラティーニ作用を用いるが、ねじれ制約を除去することで次の違いが生じる。
(1) 場の方程式はレヴィ＝チヴィタ接続ではなくアフィン接続で書かれるため、コンターションによる追加項がアインシュタイン方程式に現れる。
(2) ねじれと物質の固有角運動量（スピン）を結び付ける方程式が新たに現れる。これはエネルギー運動量テンソルが接続に結び付くのと類似している。
本理論では、ねじれは変分原理の独立変数であり、曲がった時空におけるスピンテンソルと線形に結合する。方程式によりねじれは物質内部では一般に非ゼロとなるが、その線形性から物質外部ではねじれは消える。
したがって外部解は一般相対論と同じになり、「ねじれは伝播しない」と言われる。ねじれを伝播させる拡張理論も検討されている。
リーマン＝カルタン幾何学はローカルなローレンツ対称性を持つため、対応する保存則が定式化できる。特に計量とねじれを独立変数とすることで、全角運動量（軌道+固有）の保存則を重力場の存在下で正しく一般化できる。

## 歴史
この理論は1922年、エリ・カルタンによって提案され、数年にわたり発展した。1928年にはアルベルト・アインシュタインがねじれを電磁場テンソルに対応づけようと試みた統一場理論の中で本理論に関心を寄せたが、この試みはテレパラレリズムへと発展した。
デニス・シャイアマとトム・キブルは1960年代に独立にこの理論を再検討した。
アインシュタイン・カルタン理論は、追加されるねじれに対して方程式が扱いにくい割に予測上の利点が少ないと見なされ、ブランス＝ディッケ理論など無ねじれの代替案や一般相対論に比べ影が薄かった。また純粋に古典的理論であるため量子重力の問題を完全には解決しない。
アインシュタイン・カルタン理論では、ディラック方程式をレヴィ＝チヴィタ接続で書くと非線形になるが、幾何学本来の接続を用いれば線形のままである。ねじれは伝播しないため、物質のスピンテンソルに代数的に比例し、コンターションを介してレヴィ＝チヴィタ接続との差が決まる。複数のディラック場や他のスピンを持つ場が共存すると、それぞれのディラック方程式の非線形項には他場からの寄与も含まれる。
スティーヴン・ワインバーグのように「微分幾何にねじれが存在しうることの物理的意義が理解できない」とする物理学者もいるが、ねじれを含む理論が有用であると主張する研究者もいる。

## 場の方程式
一般相対性理論のアインシュタイン方程式はアインシュタイン–ヒルベルト作用を計量で変分して導かれる。アインシュタイン・カルタン理論でも同様だが、対称なレヴィ＝チヴィタ接続ではなく一般のアフィン接続（ねじれを許す）を取り、計量とねじれを独立に変分する。
物質のラグランジアン密度を{\displaystyle {\mathcal {L}}_{\mathrm {M} }}、重力場のラグランジアン密度を{\displaystyle {\mathcal {L}}_{\mathrm {G} }}とする。アインシュタイン・カルタン理論では、重力場のラグランジアン密度はリッチスカラーに比例する。
{\displaystyle {\mathcal {L}}_{\mathrm {G} }={\frac {1}{2\kappa }}R{\sqrt {|g|}}}
{\displaystyle S=\int \left({\mathcal {L}}_{\mathrm {G} }+{\mathcal {L}}_{\mathrm {M} }\right)\,d^{4}x,}

ここで {\displaystyle g} は計量テンソルの行列式、{\displaystyle \kappa } は重力定数と光速を含む物理定数 {\displaystyle 8\pi G/c^{4}} である。ハミルトンの原理により、重力場と物質の全作用 {\displaystyle S} の変分はゼロになる。
{\displaystyle \delta S=0.}
計量テンソル {\displaystyle g^{ab}} に関する変分は、アインシュタイン方程式を与える。
{\displaystyle {\frac {\delta {\mathcal {L}}_{\mathrm {G} }}{\delta g^{ab}}}-{\frac {1}{2}}P_{ab}=0}
| {\displaystyle R_{ab}-{\frac {1}{2}}Rg_{ab}=\kappa P_{ab}} |
ここで {\displaystyle R_{ab}} はリッチテンソル、{\displaystyle P_{ab}} は正準エネルギー・運動量テンソルである。接続がゼロでないねじれテンソルを含むため、リッチテンソルはもはや対称ではない。したがって、方程式の右辺も対称である必要はなく、{\displaystyle P_{ab}} は非対称な寄与を含まなければならないことを意味する。この非対称な寄与はスピンテンソルに関連していることが示される。この正準エネルギー・運動量テンソルは、より馴染みのある対称なエネルギー・運動量テンソルとは、ベルンファンテ・ローゼンフェルトの手続きによって関連付けられる。
ねじれテンソル {\displaystyle {T^{ab}}_{c}} に関する変分は、カルタンのスピン接続方程式を与える。
{\displaystyle {\frac {\delta {\mathcal {L}}_{\mathrm {G} }}{\delta {T^{ab}}_{c}}}-{\frac {1}{2}}{\sigma _{ab}}^{c}=0}
| {\displaystyle {T_{ab}}^{c}+{g_{a}}^{c}{T_{bd}}^{d}-{g_{b}}^{c}{T_{ad}}^{d}=\kappa {\sigma _{ab}}^{c}} |
ここで {\displaystyle {\sigma _{ab}}^{c}} はスピンテンソルである。ねじれ方程式は偏微分方程式ではなく代数的拘束条件であるため、ねじれ場は波として伝播せず、物質の外側では消滅する。したがって、原理的には、ねじれはスピンテンソルを支持する形で理論から代数的に消去することができ、物質内部に有効な「スピン-スピン」非線形自己相互作用を生み出す。ねじれはその源（スピンテンソル）と等しく、境界や「ワームホール」のような喉を持つ位相構造に置き換えることができる。

## 特異点の回避
近年、アインシュタイン・カルタン理論への関心は、宇宙論的な意味合い、特に宇宙の始まりにおける重力特異点の回避に向けられている。これは、ブラックホール宇宙論、静的宇宙、サイクリック宇宙モデル、そしてよりエキゾチックな提案などで議論されている。
リーマン幾何学の設定に基づいて定式化された特異点定理（例えばペンローズ・ホーキングの特異点定理）は、リーマン・カルタン幾何学では必ずしも成り立たない。その結果、アインシュタイン・カルタン理論は、一般相対性理論におけるビッグバンでの特異点の問題を回避できる可能性がある。ねじれとディラックスピノル（電子などのスピンを持つ粒子）の間の最小結合は、有効な非線形スピン-スピン自己相互作用を生成し、これはフェルミ粒子的な物質が極めて高密度になる内部で重要になる。このような相互作用は、特異点であるビッグバンを、最小だが有限の宇宙スケール因子を持つカスプ状（尖った形）のビッグバウンス（宇宙の大規模な跳ね返り）に置き換えると推測されている。このビッグバウンス以前は、観測可能な宇宙は収縮していたとされる。このシナリオはまた、現在の宇宙が最大スケールで空間的に平坦、均質、等方的に見える理由も説明し、宇宙インフレーションに対する物理的な代替案を提供する。ねじれは、フェルミ粒子が点粒子ではなく空間的に広がっていることを可能にし、これはブラックホールのような特異点の形成を回避するのに役立ち、場の量子論における紫外発散を取り除き、電子のトーラス環モデルにつながる。一般相対性理論によれば、十分にコンパクトな質量の重力崩壊は特異点を持つブラックホールを形成する。アインシュタイン・カルタン理論では、代わりに、崩壊は跳ね返りに達し、事象の地平面の向こう側にある新しい成長する宇宙への規則的なアインシュタイン・ローゼン橋（ワームホール）を形成する。跳ね返りの後、ねじれがまだ強い時期に重力場による対生成が起こり、有限期間のインフレーションを引き起こす。

## その他
アインシュタイン・カルタン理論は、重力遮蔽や、等価原理に違反することなく質量のないニュートリノのニュートリノ振動を可能にするように見える。 さらに、アインシュタイン・カルタン理論は幾何力学や原子渦動説にも関連している。

## さらに詳しい文献
- Gronwald, F.; Hehl, F. W. (1996). “On the Gauge Aspects of Gravity”. arXiv:gr-qc/9602013.
- Hammond, Richard T (2002-03-27). “Torsion gravity”. Reports on Progress in Physics 65 (5):  599–649. Bibcode: 2002RPPh...65..599H. doi:10.1088/0034-4885/65/5/201. ISSN 0034-4885.
- Hehl, F. W. (1973). “Spin and torsion in general relativity: I. Foundations”. General Relativity and Gravitation 4 (4):  333–349. Bibcode: 1973GReGr...4..333H. doi:10.1007/bf00759853. ISSN 0001-7701.
- Hehl, F. W. (1974). “Spin and torsion in general relativity II: Geometry and field equations”. General Relativity and Gravitation 5 (5):  491–516. Bibcode: 1974GReGr...5..491H. doi:10.1007/bf02451393. ISSN 0001-7701.
- Hehl, Friedrich W.; von der Heyde, Paul; Kerlick, G. David (1974-08-15). “General relativity with spin and torsion and its deviations from Einstein's theory”. Physical Review D 10 (4):  1066–1069. Bibcode: 1974PhRvD..10.1066H. doi:10.1103/physrevd.10.1066. ISSN 0556-2821.
- Kleinert, Hagen (2000). “Nonholonomic Mapping Principle for Classical and Quantum Mechanics in Spaces with Curvature and Torsion”. General Relativity and Gravitation 32 (5):  769–839. arXiv:gr-qc/9801003. Bibcode: 2000GReGr..32..769K. doi:10.1023/a:1001962922592. ISSN 0001-7701.
- Kuchowicz, Bronisław (1978). “Friedmann-like cosmological models without singularity”. General Relativity and Gravitation 9 (6):  511–517. Bibcode: 1978GReGr...9..511K. doi:10.1007/bf00759545. ISSN 0001-7701.
- Lord, E. A. (1976). "Tensors, Relativity and Cosmology" (McGraw-Hill).
- Petti, R. J. (1976). “Some aspects of the geometry of first-quantized theories”. General Relativity and Gravitation 7 (11):  869–883. Bibcode: 1976GReGr...7..869P. doi:10.1007/bf00771019. ISSN 0001-7701.
- Petti, R J (2006-01-12). “Translational spacetime symmetries in gravitational theories”. Classical and Quantum Gravity 23 (3):  737–751. arXiv:1804.06730. Bibcode: 2006CQGra..23..737P. doi:10.1088/0264-9381/23/3/012. ISSN 0264-9381.
- Petti, R. J. (2021). “Derivation of Einstein–Cartan theory from general relativity”. International Journal of Geometric Methods in Modern Physics 18 (6):  2150083–2151205. arXiv:1301.1588. Bibcode: 2021IJGMM..1850083P. doi:10.1142/S0219887821500833.
- Poplawski, Nikodem J. (2009). “Spacetime and fields”. arXiv:0911.0334 [gr-qc].
- de Sabbata, V. and Gasperini, M. (1985). "Introduction to Gravitation" (World Scientific). de Sabbata, V. and Sivaram, C. (1994). "Spin and Torsion in Gravitation" (World Scientific).
- Shapiro, I.L. (2002). “Physical aspects of the space–time torsion”. Physics Reports 357 (2):  113–213. arXiv:hep-th/0103093. Bibcode: 2002PhR...357..113S. doi:10.1016/s0370-1573(01)00030-8. ISSN 0370-1573.
- Trautman, Andrzej (1973). “Spin and Torsion May Avert Gravitational Singularities”. Nature Physical Science 242 (114):  7–8. Bibcode: 1973NPhS..242....7T. doi:10.1038/physci242007a0. ISSN 0300-8746.
- Trautman, Andrzej (2006). “Einstein–Cartan Theory”. arXiv:gr-qc/0606062.